# Vámpírhal
A kandiru vagy vámpírhal a harcsafélék családjába tartozó édesvízi halakat jelöli, melyek az élősködő életmódjukról nevezetesek. Az Amazonasban élnek, a bennszülött  indiánok még a piranhanál is félelmetesebb halaknak tartják őket. Testük hosszúkás és áttetsző, hosszuk elérheti a 15 cm-t. Szűkebb értelemben csak a Vandellia cirrhosa fajt nevezik kandirunak, de a nevet gyakran az egész alcsaládra vagy az egész családra is használják.

## Életmódja
A nitrogén-anyagcsere melléktermékeinek szagát követve a zavaros vízben is képesek megtalálni más, nagy testű halakat, hogy azok kopoltyúüregébe hatoljanak, ahol vérrel táplálkoznak. A Vandelliinae alcsalád fajai vérrel táplálkoznak, míg a Stegophilinae alcsalád fajai az élő halak pikkelyeivel és nyálkájával táplálkoznak, vagy dögevők.

## Feltételezett emberi fertőzések
A kandiru tévedésből néha emberi testnyílásokba is behatolhat, például feljuthat a húgycsőig, vagy bejuthat a végbélnyíláson át. A kopoltyúfedőjéből hátranyúló tüskék állnak ki, ezért kizárólag sebészi úton távolítható el. A fürdés közbeni folyóba vizelés növeli a kandirutámadás esélyét.
Az első beszámoló embert támadó kandiruról a német Carl Friedrich Philipp von Martiustól származik, aki 1829-ben számolt erről be, nem saját megfigyelése alapján, hanem a területen élőktől származó beszámolók alapján, akik elmondták, hogy a férfiak a folyóban hímvesszőjüket megkötik a kandirutámadás megakadályozásához. Más források szerint más törzsek is hasonlóan védték nemi szerveiket fürdéskor, de egyesek szerint a piranhatámadásokat megakadályozandó tették ezt. Von Martius azt is feltételezte, hogy a halakat a vizelet szaga vonzza. Későbbi kísérletek ezt cáfolták, mivel a kandiru látás alapján vadászik, és nem vonzza a vizelet.
Vannak dokumentált, de vitatott esetek a kandiru emberbe hatolásáról, de úgy tűnik, hogy az állat nem képes az emberben életben maradni. Az indiánok ismernek néhány hasznosnak vélt gyógynövényt, amely szerintük megöli a halat, majd az lebomlik és kiürül. Valójában az áldozat gyakran belehal a kandiru okozta fertőzésbe. Bár 1997-ben leírták behatolását húgycsőbe, Spotte ezt lehetetlenként írta le „egyszerű folyadékfizika” alapján, és a kandiru emberfertőző képességéről több mint egy évszázada ismert volt, hogy mítosz.